# Referendum costituzionale in Polonia del 1997
Il referendum costituzionale in Polonia del 1997 si svolse il 25 maggio 1997 per chiedere agli elettori se approvassero la nuova costituzione. Pur essendosi registrato 53,5% di voti a favore (pari al 22,58% dei cittadini con diritto di voto),  ll'affluenza alle urne fu solo del 42,9%.  Sebbene la legge referendaria del 1995 stabilisse che per convalidare il referendum era necessaria un'affluenza del 50%, la Corte Suprema stabilì il 15 luglio che la nuova Costituzione poteva comunque entrare in vigore.

## Risultati
| Scelta                                  | voti       | %    |
| --------------------------------------- | ---------- | ---- |
| Sì                                      | 6.396.641  | 53,5 |
| No                                      | 5.570.493  | 46.5 |
| Voti non validi/vuoti                   | 170.002    | –    |
| Totale                                  | 12.137.136 | 100  |
| Elettori registrati/affluenza alle urne | 28.319.650 | 42,9 |
| Fonte: Nohlen & Stöver                  |            |      |